# Quadrangle de Kaiwan Fluctus
Le quadrangle de Kaiwan Fluctus (littéralement :  quadrangle de l'écoulement de Kaiwan), aussi identifié par le code USGS V-44, est une région cartographique en quadrangle sur Vénus. Elle est définie par des latitudes comprises entre 25° et 50° S et des longitudes comprises entre 0° et 30° E,. Il tire son nom de l'écoulement de Kaiwan.